# Nati nel 1942/Ottobre
| Questa pagina contiene informazioni ricavate automaticamente dalle voci biografiche con l'ausilio del template Bio e di un bot. L'aggiornamento è periodico e automatico e ricostruisce completamente la pagina. Se manca una persona in questa lista, sei pregato di non aggiungerla, ma accertati piuttosto che la sua voce biografica contenga il template Bio e che i dati anagrafici siano correttamente compilati. Se il template Bio manca, inseriscilo tu stesso o, in alternativa, metti l'avviso {{tmp\|Bio}} che ne segnala la mancanza. Se i dati riportati sono sbagliati, correggi direttamente la voce biografica; le modifiche saranno visibili in questa lista entro pochi giorni. Per chiarimenti vedi il progetto biografie. La lista contiene solo le 232 persone che sono citate nell'enciclopedia e per le quali è stato implementato correttamente il template Bio. Pagina aggiornata al 10 ago 2025. |

- 1º ottobre - Giuseppe Bertello, cardinale e arcivescovo cattolico italiano
- 1º ottobre - Fritz Chervet, pugile svizzero († 2020)
- 1º ottobre - Joseph Corozzo, mafioso statunitense († 2024)
- 1º ottobre - Franco Del Mastro, politico italiano († 2008)
- 1º ottobre - Constantin Frățilă, calciatore rumeno († 2016)
- 1º ottobre - Bobby Hunt, ex calciatore inglese
- 1º ottobre - Jean-Pierre Jabouille, pilota automobilistico francese († 2023)
- 1º ottobre - Günter Wallraff, giornalista e scrittore tedesco
- 2 ottobre - Luljeta Bozo, ingegnera e politica albanese
- 2 ottobre - Paola Cavigliasso, politica italiana
- 2 ottobre - Juan Guedes, calciatore spagnolo († 1971)
- 2 ottobre - Asha Parekh, attrice indiana
- 2 ottobre - Steve Sabol, regista statunitense († 2012)
- 2 ottobre - Thomas Sanderling, direttore d'orchestra tedesco
- 2 ottobre - Elio Sicari, ex mezzofondista italiano
- 2 ottobre - Renato Turano, politico italiano († 2021)
- 2 ottobre - Manfred Zapatka, attore tedesco
- 3 ottobre - Frédéric Manns, francescano, presbitero e biblista francese († 2021)
- 3 ottobre - Roberto Perfumo, calciatore, allenatore di calcio e giornalista argentino († 2016)
- 3 ottobre - Alan Rachins, attore statunitense († 2024)
- 3 ottobre - Steve Susskind, attore statunitense († 2005)
- 4 ottobre - Francesco Carpenetti, ex calciatore italiano
- 4 ottobre - Franco De Cecco, calciatore italiano († 2018)
- 4 ottobre - Franco Gatti, cantante, musicista e compositore italiano († 2022)
- 4 ottobre - Justo Gilberto, calciatore e allenatore di calcio spagnolo († 2012)
- 4 ottobre - Irm Hermann, attrice tedesca († 2020)
- 4 ottobre - Terry Mancini, ex calciatore irlandese
- 4 ottobre - Carlo Mezzanotte, costituzionalista italiano († 2008)
- 4 ottobre - Luciano Sambi, ex ciclista su strada italiano
- 4 ottobre - Jóhanna Sigurðardóttir, politica islandese
- 4 ottobre - Proinsias Stagg, attivista irlandese († 1976)
- 5 ottobre - Patrizia Adami Rook, psicologa, psicoterapeuta e psicoanalista italiana († 2007)
- 5 ottobre - Nella Anfuso, musicologa e soprano italiana
- 5 ottobre - Mario Crescenzio, politico e insegnante italiano († 2024)
- 5 ottobre - Bruce McGregor Davis, criminale statunitense
- 5 ottobre - Giuseppe Grassi, ex ciclista su strada italiano
- 5 ottobre - Adam Hochschild, scrittore, giornalista e storico statunitense
- 5 ottobre - David Leslie Johnson-McGoldrick, sceneggiatore statunitense
- 5 ottobre - John Seale, direttore della fotografia australiano
- 5 ottobre - Christian Wagner, montatore statunitense
- 5 ottobre - Ron Whitney, ex ostacolista statunitense
- 6 ottobre - Alfiero Alfieri, attore italiano († 2019)
- 6 ottobre - Britt Ekland, attrice e personaggio televisivo svedese
- 6 ottobre - Michel Grain, ex ciclista su strada francese
- 6 ottobre - Alan Hinton, ex calciatore e allenatore di calcio inglese
- 6 ottobre - Björn Nordqvist, ex calciatore e hockeista su ghiaccio svedese
- 6 ottobre - Klaus-Dieter Seehaus, calciatore tedesco orientale († 1996)
- 7 ottobre - Joy Behar, attrice, comica e personaggio televisivo statunitense
- 7 ottobre - Rosario Giorgio Costa, politico italiano
- 7 ottobre - Jim Jacobs, compositore, librettista e paroliere statunitense
- 7 ottobre - Marampudi Joji, arcivescovo cattolico indiano († 2010)
- 7 ottobre - Andrea Lo Vecchio, cantautore, compositore e paroliere italiano († 2021)
- 7 ottobre - Paola Penni, conduttrice televisiva, cantante e attrice italiana
- 7 ottobre - Paul Weyrich, attivista e politico statunitense († 2008)
- 8 ottobre - Alfredo Cohen, cantautore e attore italiano († 2014)
- 8 ottobre - Paolo Pillonca, giornalista e scrittore italiano († 2018)
- 8 ottobre - Helgi Tomasson, ex ballerino, coreografo e direttore artistico islandese
- 9 ottobre - Shukri Ghanem, politico libico († 2012)
- 9 ottobre - Karen Ludwig, attrice e regista statunitense
- 9 ottobre - Nguyễn Minh Triết, politico vietnamita
- 9 ottobre - Dave Odom, allenatore di pallacanestro statunitense
- 9 ottobre - Garry Peters, ex hockeista su ghiaccio e allenatore di hockey su ghiaccio canadese
- 9 ottobre - Margarete Robsahm, attrice e ex modella norvegese
- 10 ottobre - Chartchai Chionoi, pugile thailandese († 2018)
- 10 ottobre - Gabriele Lavia, attore, regista e doppiatore italiano
- 10 ottobre - Radu Vasile, politico, storico e poeta rumeno († 2013)
- 11 ottobre - Amitabh Bachchan, attore e politico indiano
- 11 ottobre - Curtis Callan, fisico statunitense
- 11 ottobre - Vic Fazio, politico statunitense († 2022)
- 11 ottobre - Rei Kawakubo, stilista giapponese
- 11 ottobre - Angelo Tondini, fotografo, scrittore e giornalista italiano
- 12 ottobre - Petronella Barker, attrice britannica
- 12 ottobre - Wilfrido Castro, cestista paraguaiano († 2010)
- 12 ottobre - James Dewar, bassista e cantante britannico († 2002)
- 12 ottobre - Lewis Eisenberg, diplomatico, imprenditore e ambasciatore statunitense
- 12 ottobre - Melvin Franklin, cantante statunitense († 1995)
- 12 ottobre - Paolo Gioli, pittore, fotografo e regista italiano († 2022)
- 12 ottobre - Daliah Lavi, cantante e attrice israeliana († 2017)
- 12 ottobre - Orlando Minchio, politico italiano († 2012)
- 12 ottobre - Massimo Preziosi, politico e avvocato italiano († 2019)
- 12 ottobre - Magnus Schädler, slittinista liechtensteinese († 2015)
- 12 ottobre - Daniel Vigne, regista e sceneggiatore francese
- 13 ottobre - Rutanya Alda, attrice lettone
- 13 ottobre - George Lee Andrews, attore teatrale e cantante statunitense
- 13 ottobre - Francesco Castiello, politico italiano († 2024)
- 13 ottobre - Giuseppe Ferrero, ex calciatore italiano
- 13 ottobre - Carlo Gori, ex calciatore italiano
- 13 ottobre - Frančeska Al'fredovna Jarbusova, scenografa sovietica
- 13 ottobre - Jerry Jones, dirigente sportivo statunitense
- 13 ottobre - Walter McGowan, pugile britannico († 2016)
- 13 ottobre - Jan Kanty Pawluśkiewicz, musicista e compositore polacco
- 13 ottobre - Pamela Tiffin, modella e attrice statunitense († 2020)
- 14 ottobre - Charlie Cooke, ex calciatore e allenatore di calcio scozzese
- 14 ottobre - Roberto Della Casa, attore, comico e cabarettista italiano
- 14 ottobre - Nicholas Halsted, schermidore britannico († 2007)
- 14 ottobre - Mario Magnotta, operaio italiano († 2009)
- 14 ottobre - Péter Nádas, scrittore, giornalista e drammaturgo ungherese
- 14 ottobre - Gérard Prunier, storico francese
- 14 ottobre - Óscar Sevilla Rosas, ex cestista peruviano
- 14 ottobre - Billy Taylor Jr., hockeista su ghiaccio canadese († 1979)
- 14 ottobre - José Viegas Filho, diplomatico e politico brasiliano
- 14 ottobre - Alfredo Zanazzo, basso italiano
- 15 ottobre - Chris Andrews, cantautore, compositore e produttore discografico inglese
- 15 ottobre - Éric Charden, cantante, cantautore e scrittore francese († 2012)
- 15 ottobre - Shimon Cohen, ex calciatore israeliano
- 15 ottobre - Anna Galmarini, pattinatrice artistica su ghiaccio italiana († 1997)
- 15 ottobre - Tony Genaro, attore statunitense († 2014)
- 15 ottobre - Jeff Labes, attivista francese
- 15 ottobre - Milt Morin, giocatore di football americano statunitense († 2010)
- 15 ottobre - Claudio Trionfi, attore, doppiatore e dialoghista italiano
- 16 ottobre - Carlo Dalla Pozza, filosofo italiano († 2014)
- 16 ottobre - Tarmo Kunnas, critico letterario finlandese
- 16 ottobre - Fausto Pellegrinetti, criminale italiano
- 16 ottobre - William Sachs, regista e sceneggiatore statunitense
- 16 ottobre - Per Anders Sjøvold, allenatore di calcio norvegese
- 16 ottobre - Marin Tufan, ex calciatore rumeno
- 17 ottobre - Francesco Barbalace, politico italiano
- 17 ottobre - Jean-Pierre Dogliani, allenatore di calcio e calciatore francese († 2003)
- 17 ottobre - Steve Jones, cestista statunitense († 2017)
- 17 ottobre - Erhard Mielenhausen, economista tedesco
- 17 ottobre - Kelly Monteith, comico, showman e scenografo statunitense († 2023)
- 17 ottobre - José Antonio Urtiaga, calciatore spagnolo († 2024)
- 18 ottobre - Maurice Casey, biblista britannico († 2014)
- 18 ottobre - Mike Kelly, ex calciatore inglese
- 18 ottobre - Gianfranco Ravasi, cardinale, arcivescovo cattolico e biblista italiano
- 18 ottobre - Juan Tamariz, illusionista spagnolo
- 18 ottobre - Jean Khamsé Vithavong, vescovo cattolico laotiano († 2024)
- 19 ottobre - Edmond Baraffe, calciatore e allenatore di calcio francese († 2020)
- 19 ottobre - Iñaki Gabilondo, giornalista spagnolo
- 19 ottobre - Mirja Lehtonen, fondista finlandese († 2009)
- 19 ottobre - Péter Medgyessy, politico ungherese
- 19 ottobre - Janice Murphy, nuotatrice australiana († 2018)
- 19 ottobre - Jim Rogers, imprenditore statunitense
- 19 ottobre - Carlo Rossella, giornalista e dirigente d'azienda italiano
- 19 ottobre - Andrew Vachss, scrittore statunitense († 2021)
- 20 ottobre - John Carter, cantante, paroliere e produttore discografico britannico
- 20 ottobre - Bruno Corà, storico dell'arte e critico d'arte italiano
- 20 ottobre - Robert Costanzo, attore e doppiatore statunitense
- 20 ottobre - Helmut Hagen, attore austriaco
- 20 ottobre - Earl Hindman, attore statunitense († 2003)
- 20 ottobre - Christiane Nüsslein-Volhard, biologa tedesca
- 20 ottobre - Maria Szymańska, ex cestista polacca
- 20 ottobre - Gérard Welter, progettista, ingegnere e dirigente sportivo francese († 2018)
- 20 ottobre - Bart Zoet, ciclista su strada olandese († 1992)
- 21 ottobre - Orlando Aravena, allenatore di calcio cileno († 2024)
- 21 ottobre - Elvin Bishop, cantante e chitarrista statunitense
- 21 ottobre - Thomas Cavalier-Smith, biologo britannico († 2021)
- 21 ottobre - Domenico Citron, politico italiano
- 21 ottobre - Giampaolo Cominato, dirigente sportivo, allenatore di calcio e calciatore italiano († 2006)
- 21 ottobre - Hugh Dane, comico, attore e cabarettista statunitense († 2018)
- 21 ottobre - Enzo Ferrari, calciatore, allenatore di calcio e dirigente sportivo italiano († 2025)
- 21 ottobre - Paolo Giusti, attore italiano († 2020)
- 21 ottobre - Paula Kelly, attrice, cantante e ballerina statunitense († 2020)
- 21 ottobre - Lou Lamoriello, allenatore di hockey su ghiaccio e dirigente sportivo statunitense
- 21 ottobre - Antonio Pischedda, politico e attore teatrale italiano († 2018)
- 21 ottobre - Guy Saint-Vil, ex calciatore haitiano
- 21 ottobre - Judy Sheindlin, avvocata e scrittrice statunitense
- 21 ottobre - Christopher Sims, economista statunitense
- 21 ottobre - John Stevens, barone Stevens di Kirkwhelpington, poliziotto britannico
- 22 ottobre - Bruno Buchberger, matematico austriaco
- 22 ottobre - Lyle Campbell, linguista statunitense
- 22 ottobre - Giancarlo Ferrari, arciere italiano
- 22 ottobre - Bobby Fuller, cantante e chitarrista statunitense († 1966)
- 22 ottobre - Annette Funicello, attrice e cantante statunitense († 2013)
- 22 ottobre - Formose Gilles, ex calciatore haitiano
- 22 ottobre - Gérard Joseph, ex calciatore haitiano
- 22 ottobre - Guido Mandracci, pilota motociclistico italiano († 2000)
- 22 ottobre - Pedro Morales, wrestler portoricano († 2019)
- 22 ottobre - Gregory Nagy, grecista e filologo classico ungherese
- 22 ottobre - Cristiano di Rosenborg, conte danese († 2013)
- 22 ottobre - Vito Savino, magistrato e politico italiano
- 22 ottobre - Alin Savu, ex cestista rumeno
- 23 ottobre - Michael Crichton, scrittore, sceneggiatore e regista statunitense († 2008)
- 23 ottobre - Mendel Jackson Davis, politico statunitense († 2007)
- 23 ottobre - Piero Finà, cantautore italiano († 2013)
- 23 ottobre - Carol Littleton, montatrice statunitense
- 23 ottobre - Ermenegildo Manfredi, politico italiano († 1993)
- 23 ottobre - Pier Giorgio Micchiardi, vescovo cattolico italiano
- 23 ottobre - Miroslav Pavlović, calciatore jugoslavo († 2004)
- 23 ottobre - Akiyoshi Sakai, sceneggiatore giapponese
- 24 ottobre - Dinara Asanova, regista sovietica († 1985)
- 24 ottobre - Rolf Blättler, calciatore e allenatore di calcio svizzero († 2024)
- 24 ottobre - Maggie Blye, attrice statunitense († 2016)
- 24 ottobre - Nicholas Mann, storico inglese
- 24 ottobre - Raffaello Antonio Mecca, politico e insegnante italiano († 2024)
- 24 ottobre - Gabriele Ranzato, storico italiano
- 24 ottobre - Giampaolo Sodano, dirigente d'azienda, politico e giornalista italiano
- 24 ottobre - Zygfryd Szołtysik, ex calciatore polacco
- 24 ottobre - Fernando Vallejo, scrittore, saggista e regista colombiano
- 25 ottobre - Orso Maria Guerrini, attore e doppiatore italiano
- 25 ottobre - Terumasa Hino, trombettista giapponese
- 25 ottobre - Gloria Katz, sceneggiatrice e produttrice cinematografica statunitense († 2018)
- 25 ottobre - Franklin Loufrani, dirigente d'azienda francese
- 25 ottobre - Ortrun Wenkel, contralto tedesca
- 26 ottobre - Bob Hoskins, attore britannico († 2014)
- 26 ottobre - Uladzimir Jarmošyn, politico bielorusso
- 26 ottobre - Kenneth Johnson, regista, sceneggiatore e produttore televisivo statunitense
- 26 ottobre - Catherine Leterrier, costumista francese
- 26 ottobre - Alberto Masoero, giornalista, funzionario e conduttore televisivo italiano († 2024)
- 26 ottobre - Milton Nascimento, cantante, compositore e chitarrista brasiliano
- 26 ottobre - Jonathan Williams, pilota automobilistico britannico († 2014)
- 27 ottobre - Mike Appel, produttore discografico statunitense
- 27 ottobre - Philip Catherine, chitarrista belga
- 27 ottobre - Lee Greenwood, cantante, cantautore e musicista statunitense
- 27 ottobre - Janusz Korwin-Mikke, politico e giornalista polacco
- 27 ottobre - Patricia Neary, ex ballerina, direttrice artistica e insegnante statunitense
- 28 ottobre - Vincenzo De Cosmo, politico italiano († 2016)
- 28 ottobre - Loretta Di Franco, soprano statunitense († 2024)
- 28 ottobre - Erik Jager, cestista olandese († 2020)
- 28 ottobre - Katherine Justice, attrice statunitense
- 28 ottobre - Domenico Ventura, pittore italiano († 2021)
- 28 ottobre - Kees Verkerk, ex pattinatore di velocità su ghiaccio olandese
- 29 ottobre - Vincenza Bono, politica italiana
- 29 ottobre - Claudio De Davide, attore, doppiatore e direttore del doppiaggio italiano
- 29 ottobre - James McMorran, ex calciatore scozzese
- 29 ottobre - James Orange, attivista statunitense († 2008)
- 29 ottobre - Jan Pieterse, ex ciclista su strada olandese
- 29 ottobre - Bob Ross, pittore, militare e personaggio televisivo statunitense († 1995)
- 29 ottobre - Francesca Vacca Agusta, nobile italiana († 2001)
- 30 ottobre - Lamberto Boranga, ex calciatore e lunghista italiano
- 30 ottobre - Louis Chamniern Santisukniram, arcivescovo cattolico thailandese
- 30 ottobre - Frank D'Osterlinck, ex pallanuotista belga
- 30 ottobre - Enrico Pelella, politico italiano († 2010)
- 30 ottobre - Roberto Scheda, politico e avvocato italiano
- 30 ottobre - Linda Schele, antropologa e storica statunitense († 1998)
- 30 ottobre - Ėduard Vinokurov, schermidore sovietico († 2010)
- 30 ottobre - Stanislav Štrunc, calciatore cecoslovacco († 2001)
- 31 ottobre - Luigi Altobelli, ex arbitro di calcio italiano
- 31 ottobre - Ronnie McMahon, cavaliere irlandese († 2010)
- 31 ottobre - Claudio Michelotto, ciclista su strada italiano († 2025)
- 31 ottobre - David Ogden Stiers, attore, doppiatore e musicista statunitense († 2018)
- 31 ottobre - Daniel Roth, organista, compositore e insegnante francese